# NASCAR Sprint Cup Series de 2013
A Temporada da NASCAR Sprint Cup Series de 2013 foi a 65ª temporada da NASCAR, o campeão foi Jimmie Johnson.

## Temporada Completa
| Fabricante | Equipe                    | No. | Nome do Piloto           | Chefe de Equipe                                |
| ---------- | ------------------------- | --- | ------------------------ | ---------------------------------------------- |
| Chevrolet  | Earnhardt Ganassi Racing  | 1   | Jamie McMurray           | Kevin Manion                                   |
| Chevrolet  | Earnhardt Ganassi Racing  | 42  | Juan Pablo Montoya       | Chris Heroy                                    |
| Chevrolet  | Furniture Row Racing      | 78  | Kurt Busch               | Todd Berrier                                   |
| Chevrolet  | Hendrick Motorsports      | 5   | Kasey Kahne              | Kenny Francis                                  |
| Chevrolet  | Hendrick Motorsports      | 24  | Jeff Gordon              | Alan Gustafson                                 |
| Chevrolet  | Hendrick Motorsports      | 48  | Jimmie Johnson           | Chad Knaus                                     |
| Chevrolet  | Hendrick Motorsports      | 88  | Dale Earnhardt Jr.       | Steve Letarte                                  |
| Chevrolet  | Phoenix Racing            | 51  | Regan Smith6             | Nick Harrison Jimmy Elledge                    |
| Chevrolet  | Phoenix Racing            | 51  | A. J. Allmendinger9      | Nick Harrison Jimmy Elledge                    |
| Chevrolet  | Phoenix Racing            | 51  | Austin Dillon4           | Nick Harrison Jimmy Elledge                    |
| Chevrolet  | Phoenix Racing            | 51  | Bobby Labonte1           | Nick Harrison Jimmy Elledge                    |
| Chevrolet  | Phoenix Racing            | 51  | Jacques Villeneuve1      | Nick Harrison Jimmy Elledge                    |
| Chevrolet  | Phoenix Racing            | 51  | Owen Kelly1              | Nick Harrison Jimmy Elledge                    |
| Chevrolet  | Phoenix Racing            | 51  | Brendan Gaughan1         | Nick Harrison Jimmy Elledge                    |
| Chevrolet  | Phoenix Racing            | 51  | Ryan Truex3              | Nick Harrison Jimmy Elledge                    |
| Chevrolet  | Phoenix Racing            | 51  | Mike Bliss1              | Nick Harrison Jimmy Elledge                    |
| Chevrolet  | Phoenix Racing            | 51  | Justin Allgaier4         | Nick Harrison Jimmy Elledge                    |
| Chevrolet  | Phoenix Racing            | 51  | Michael McDowell1        | Nick Harrison Jimmy Elledge                    |
| Chevrolet  | Phoenix Racing            | 51  | Kyle Larson4             | Nick Harrison Jimmy Elledge                    |
| Chevrolet  | Richard Childress Racing  | 27  | Paul Menard              | Slugger Labbe                                  |
| Chevrolet  | Richard Childress Racing  | 29  | Kevin Harvick            | Gil Martin                                     |
| Chevrolet  | Richard Childress Racing  | 31  | Jeff Burton              | Luke Lambert Ernie Cope1                       |
| Chevrolet  | Richard Childress Racing  | 33  | Austin Dillon5           | Scott Naset Shane Wilson                       |
| Chevrolet  | Richard Childress Racing  | 33  | Brian Scott1             | Scott Naset Shane Wilson                       |
| Chevrolet  | Circle Sport              | 33  | Landon Cassill21         | Scott Naset Ryan Wellman John Rahlf Mike Abner |
| Chevrolet  | Circle Sport              | 33  | Ron Fellows2             | Scott Naset Ryan Wellman John Rahlf Mike Abner |
| Chevrolet  | Circle Sport              | 33  | Tony Raines7             | Scott Naset Ryan Wellman John Rahlf Mike Abner |
| Chevrolet  | Stewart-Haas Racing       | 10  | Danica Patrick (R)       | Tony Gibson                                    |
| Chevrolet  | Stewart-Haas Racing       | 14  | Tony Stewart21           | Steve Addington Greg Zipadelli1                |
| Chevrolet  | Stewart-Haas Racing       | 14  | Max Papis1               | Steve Addington Greg Zipadelli1                |
| Chevrolet  | Stewart-Haas Racing       | 14  | Austin Dillon2           | Steve Addington Greg Zipadelli1                |
| Chevrolet  | Stewart-Haas Racing       | 14  | Mark Martin12            | Steve Addington Greg Zipadelli1                |
| Chevrolet  | Stewart-Haas Racing       | 39  | Ryan Newman              | Matt Borland                                   |
| Chevrolet  | Tommy Baldwin Racing      | 7   | Dave Blaney35            | Tommy Baldwin, Jr.                             |
| Chevrolet  | Tommy Baldwin Racing      | 7   | Justin Marks1            | Tommy Baldwin, Jr.                             |
| Chevrolet  | Tommy Baldwin Racing      | 36  | J. J. Yeley34            | Joe Lax                                        |
| Chevrolet  | Tommy Baldwin Racing      | 36  | Victor Gonzalez, Jr.2    | Joe Lax                                        |
| Ford       | FAS Lane Racing           | 32  | Terry Labonte5           | Frank Stoddard                                 |
| Ford       | FAS Lane Racing           | 32  | Ken Schrader10           | Frank Stoddard                                 |
| Ford       | FAS Lane Racing           | 32  | Timmy Hill (R)19         | Frank Stoddard                                 |
| Ford       | FAS Lane Racing           | 32  | Boris Said2              | Frank Stoddard                                 |
| Ford       | Front Row Motorsports     | 34  | David Ragan              | Jay Guy                                        |
| Ford       | Front Row Motorsports     | 35  | Josh Wise35              | Steve Lane Derrick Finley Todd Anderson        |
| Ford       | Front Row Motorsports     | 35  | Michael McDowell1        | Steve Lane Derrick Finley Todd Anderson        |
| Ford       | Front Row Motorsports     | 38  | David Gilliland          | Frank Kerr                                     |
| Ford       | Germain Racing            | 13  | Casey Mears              | Bootie Barker                                  |
| Ford       | Penske Racing             | 2   | Brad Keselowski          | Paul Wolfe Kevin Buskirk2                      |
| Ford       | Penske Racing             | 22  | Joey Logano              | Todd Gordon Steve Reis2                        |
| Ford       | Richard Petty Motorsports | 9   | Marcos Ambrose           | Drew Blickensderfer                            |
| Ford       | Richard Petty Motorsports | 431 | Aric Almirola            | Todd Parrott Greg Ebert                        |
| Ford       | Roush Fenway Racing       | 16  | Greg Biffle              | Matt Puccia                                    |
| Ford       | Roush Fenway Racing       | 17  | Ricky Stenhouse, Jr. (R) | Scott Graves                                   |
| Ford       | Roush Fenway Racing       | 99  | Carl Edwards             | Jimmy Fennig                                   |
| Toyota     | BK Racing                 | 83  | David Reutimann          | Pat Tryson Doug Richert                        |
| Toyota     | BK Racing                 | 93  | Travis Kvapil            | Todd Anderson Mike Ford Dale Ferguson          |
| Toyota     | Joe Gibbs Racing          | 11  | Denny Hamlin32           | Darian Grubb                                   |
| Toyota     | Joe Gibbs Racing          | 11  | Mark Martin1             | Darian Grubb                                   |
| Toyota     | Joe Gibbs Racing          | 11  | Brian Vickers3           | Darian Grubb                                   |
| Toyota     | Joe Gibbs Racing          | 18  | Kyle Busch               | Dave Rogers                                    |
| Toyota     | Joe Gibbs Racing          | 20  | Matt Kenseth             | Jason Ratcliff Wally Brown1                    |
| Toyota     | JTG Daugherty Racing      | 47  | Bobby Labonte27          | Brian Burns                                    |
| Toyota     | JTG Daugherty Racing      | 47  | A. J. Allmendinger9      | Brian Burns                                    |
| Toyota     | Michael Waltrip Racing    | 15  | Clint Bowyer             | Brian Pattie                                   |
| Toyota     | Michael Waltrip Racing    | 55  | Mark Martin15            | Rodney Childers Scott Miller                   |
| Toyota     | Michael Waltrip Racing    | 55  | Brian Vickers14          | Rodney Childers Scott Miller                   |
| Toyota     | Michael Waltrip Racing    | 55  | Michael Waltrip3         | Rodney Childers Scott Miller                   |
| Toyota     | Michael Waltrip Racing    | 55  | Elliott Sadler4          | Rodney Childers Scott Miller                   |
| Toyota     | Michael Waltrip Racing    | 56  | Martin Truex Jr.         | Chad Johnston                                  |
| Toyota     | NEMCO-JRR                 | 87  | Joe Nemechek34           | Scott Eggleston                                |
| Toyota     | NEMCO-JRR                 | 87  | Tomy Drissi2             | Scott Eggleston                                |
| Toyota     | Swan Racing               | 26  | Michael Waltrip1         | Tony Eury, Jr. Steve Lane                      |
| Toyota     | Swan Racing               | 30  | David Stremme25          | Tony Eury, Jr. Steve Lane                      |
| Toyota     | Swan Racing               | 30  | Cole Whitt7              | Tony Eury, Jr. Steve Lane                      |
| Toyota     | Swan Racing               | 30  | Kevin Swindell1          | Tony Eury, Jr. Steve Lane                      |
| Toyota     | Swan Racing               | 30  | Parker Kligerman2        | Tony Eury, Jr. Steve Lane                      |

## Temporada Parcial
| Fabricante  | Equipe                                                             | No. | Piloto           | Chefe de Equipe           | Corrida(s) |
| ----------- | ------------------------------------------------------------------ | --- | ---------------- | ------------------------- | ---------- |
| Chevrolet   | Circle Sport Hillman Racing                                        | 40  | Landon Cassill   | John Rahlf Mike Abner     | 12         |
| Chevrolet   | Circle Sport Hillman Racing                                        | 40  | Tony Raines      | John Rahlf Mike Abner     | 4          |
| Chevrolet   | Tommy Baldwin Racing                                               | 37  | J. J. Yeley      | James Parrott             | 1          |
| Ford        | Leavine Family Racing                                              | 95  | Scott Speed      | Wally Rogers              | 14         |
| Ford        | Leavine Family Racing                                              | 95  | Reed Sorenson    | Wally Rogers              | 6          |
| Ford        | Leavine Family Racing                                              | 95  | Scott Riggs      | Wally Rogers              | 1          |
| Ford        | Leavine Family Racing                                              | 95  | Blake Koch       | Wally Rogers              | 1          |
| Ford        | Penske Racing                                                      | 12  | Sam Hornish, Jr. | Greg Erwin                | 2          |
| Ford        | Phil Parsons Racing                                                | 98  | Michael McDowell | Gene Nead                 | 31         |
| Ford        | Phil Parsons Racing                                                | 98  | Johnny Sauter    | Gene Nead                 | 2          |
| Ford        | Wood Brothers Racing                                               | 21  | Trevor Bayne     | Donnie Wingo              | 12         |
| Ford        | Xxxtreme Motorsports                                               | 44  | Scott Riggs      | Tony Furr Walter Giles    | 9          |
| Toyota      | Humphrey Smith Racing                                              | 19  | Mike Bliss       | Peter Sospenzo            | 18         |
| Toyota      | Humphrey Smith Racing                                              | 19  | Jason Leffler    | Peter Sospenzo            | 1          |
| Toyota      | Humphrey Smith Racing                                              | 19  | Alex Kennedy     | Peter Sospenzo            | 3          |
| Toyota      | Humphrey Smith Racing                                              | 19  | Scott Riggs      | Peter Sospenzo            | 1          |
| Toyota      | Joe Gibbs Racing                                                   | 81  | Elliott Sadler   | Chris Gayle               | 2          |
| Toyota Ford | Brian Keselowski Motorsports Hamilton Means Racing Go Green Racing | 52  | Brian Keselowski | Bob Keselowski Ben Leslie | 3          |
| Toyota Ford | Brian Keselowski Motorsports Hamilton Means Racing Go Green Racing | 52  | Paulie Harraka   | Bob Keselowski Ben Leslie | 1          |
| Toyota Ford | Brian Keselowski Motorsports Hamilton Means Racing Go Green Racing | 52  | Morgan Shepherd  | Bob Keselowski Ben Leslie | 1          |

## Calendário
| Prova                        | Corrida                           | Circuito                        | Local                        | Data            |
| ---------------------------- | --------------------------------- | ------------------------------- | ---------------------------- | --------------- |
|                              | Sprint Unlimited                  | Daytona International Speedway  | Daytona Beach                | 16 de fevereiro |
|                              | Budweiser Duels                   | Daytona International Speedway  | Daytona Beach                | 21 de fevereiro |
| 1                            | Daytona 500                       | Daytona International Speedway  | Daytona Beach                | 24 de fevereiro |
| 2                            | Subway Fresh Fit 500              | Phoenix International Raceway   | Avondale (Arizona)           | 3 de março      |
| 3                            | Kobalt Tools 400                  | Las Vegas Motor Speedway        | Las Vegas                    | 10 de março     |
| 4                            | Food City 500                     | Bristol Motor Speedway          | Bristol                      | 17 de março     |
| 5                            | Auto Club 400                     | Auto Club Speedway              | Fontana (Califórnia)         | 24 de março     |
| 6                            | STP Gas Booster 500               | Martinsville Speedway           | Ridgeway (Virgínia)          | 7 de abril      |
| 7                            | NRA 500                           | Texas Motor Speedway            | Fort Worth                   | 13 de abril     |
| 8                            | STP 400                           | Kansas Speedway                 | Kansas City                  | 21 de abril     |
| 9                            | Toyota Owners 400                 | Richmond International Raceway  | Richmond (Virgínia)          | 27 de abril     |
| 10                           | Aaron's 499                       | Talladega Superspeedway         | Talladega                    | 5 de maio       |
| 11                           | Bojangles' Southern 500           | Darlington Raceway              | Darlington (Carolina do Sul) | 11 de maio      |
|                              | NASCAR Sprint All-Star Race       | Charlotte Motor Speedway        | Concord (Carolina do Norte)  | 18 de Maio      |
| 12                           | Coca-Cola 600                     | Charlotte Motor Speedway        | Concord (Carolina do Norte)  | 26 de Maio      |
| 13                           | FedEx 400                         | Dover International Speedway    | Dover                        | 2 de junho      |
| 14                           | Party in the Pocono's 400         | Pocono Raceway                  | Long Pond                    | 9 de junho      |
| 15                           | Quicken Loans 400                 | Michigan International Speedway | Brooklyn (Michigan)          | 16 de junho     |
| 16                           | Toyota/Save Mart 350              | Sonoma Raceway                  | Sonoma                       | 23 de junho     |
| 17                           | Quaker State 400*                 | Kentucky Speedway               | Sparta (Kentucky)            | 30 de junho     |
| 18                           | Coke Zero 400                     | Daytona International Speedway  | Daytona Beach                | 6 de julho      |
| 19                           | Camping World RV Sales 301        | New Hampshire Motor Speedway    | Loudon                       | 14 de julho     |
| 20                           | Samuel Deeds 400 at the Brickyard | Indianapolis Motor Speedway     | Speedway                     | 28 de julho     |
| 21                           | Gobowling.com 400                 | Pocono Raceway                  | Long Pond                    | 4 de agosto     |
| 22                           | Cheez-It 355 at The Glen          | Watkins Glen International      | Watkins Glen                 | 11 de agosto    |
| 23                           | Pure Michigan 400                 | Michigan International Speedway | Brooklyn (Michigan)          | 18 de agosto    |
| 24                           | Irwin Tools Night Race at Bristol | Bristol Motor Speedway          | Bristol                      | 24 de agosto    |
| 25                           | AdvoCare 500 (Atlanta)            | Atlanta Motor Speedway          | Hampton (Geórgia)            | 1 de setembro   |
| 26                           | Federated Auto Parts 400          | Richmond International Raceway  | Richmond (Virgínia)          | 7 de setembro   |
| Corridas do Chase (Playoffs) |                                   |                                 |                              |                 |
| 27                           | GEICO 400                         | Chicagoland Speedway            | Joliet (Illinois)            | 15 de setembro  |
| 28                           | Sylvania 300                      | New Hampshire Motor Speedway    | Loudon                       | 22 de setembro  |
| 29                           | AAA 400                           | Dover International Speedway    | Dover                        | 29 de Setembro  |
| 30                           | Hollywood Casino 400              | Kansas Speedway                 | Kansas City                  | 6 de Outubro    |
| 31                           | Bank of America 500               | Charlotte Motor Speedway        | Concord (Carolina do Norte)  | 12 de Outubro   |
| 32                           | Camping World RV Sales 500        | Talladega Superspeedway         | Talladega                    | 20 de Outubro   |
| 33                           | Goody's Headache Relief Shot 500  | Martinsville Speedway           | Ridgeway (Virgínia)          | 27 de Outubro   |
| 34                           | AAA Texas 500                     | Texas Motor Speedway            | Fort Worth                   | 3 de Novembro   |
| 35                           | AdvoCare 500 (Phoenix)            | Phoenix International Raceway   | Avondale (Arizona)           | 10 de Novembro  |
| 36                           | Ford EcoBoost 400                 | Homestead-Miami Speedway        | Homestead                    | 17 de Novembro  |

Notas
- 2013: Corrida foi adiada 1 dia por causa da chuva, se tornando a 1ª corrida diurna, da Nascar no Kentucky Speedway.

## Resultados
| No.                          | Corrida                          | Pole position        | Líder por Mais Voltas | Vencedor          | Fabricante |
| ---------------------------- | -------------------------------- | -------------------- | --------------------- | ----------------- | ---------- |
|                              | Sprint Unlimited at Daytona      | Carl Edwards         | Kevin Harvick         | Kevin Harvick     | Chevrolet  |
|                              | Budweiser Duel 1                 | Danica Patrick       | Trevor Bayne          | Kevin Harvick     | Chevrolet  |
|                              | Budweiser Duel 2                 | Jeff Gordon          | Jeff Gordon           | Kyle Busch        | Toyota     |
| 1                            | Daytona 500                      | Danica Patrick       | Matt Kenseth          | Jimmie Johnson    | Chevrolet  |
| 2                            | Subway Fresh Fit 500             | Mark Martin          | Carl Edwards          | Carl Edwards      | Ford       |
| 3                            | Kobalt Tools 400                 | Brad Keselowski      | Kasey Kahne           | Matt Kenseth      | Toyota     |
| 4                            | Food City 500                    | Kyle Busch           | Denny Hamlin          | Kasey Kahne       | Chevrolet  |
| 5                            | Auto Club 400                    | Denny Hamlin         | Kyle Busch            | Kyle Busch        | Toyota     |
| 6                            | STP Gas Booster 500              | Jimmie Johnson       | Jimmie Johnson        | Jimmie Johnson    | Chevrolet  |
| 7                            | NRA 500                          | Kyle Busch           | Kyle Busch            | Kyle Busch        | Toyota     |
| 8                            | STP 400                          | Matt Kenseth         | Matt Kenseth          | Matt Kenseth      | Toyota     |
| 9                            | Toyota Owners 400                | Matt Kenseth         | Matt Kenseth          | Kevin Harvick     | Chevrolet  |
| 10                           | Aaron's 499                      | Carl Edwards         | Matt Kenseth          | David Ragan       | Ford       |
| 11                           | Bojangles' Southern 500          | Kurt Busch           | Kyle Busch            | Matt Kenseth      | Toyota     |
|                              | NASCAR Sprint All-Star Race      | Carl Edwards         | Kyle Busch/Kurt Busch | Jimmie Johnson    | Chevrolet  |
| 12                           | Coca-Cola 600                    | Denny Hamlin         | Kasey Kahne           | Kevin Harvick     | Chevrolet  |
| 13                           | FedEx 400                        | Denny Hamlin         | Kyle Busch            | Tony Stewart      | Chevrolet  |
| 14                           | Party in the Poconos 400         | Jimmie Johnson       | Jimmie Johnson        | Jimmie Johnson    | Chevrolet  |
| 15                           | Quicken Loans 400                | Carl Edwards         | Greg Biffle           | Greg Biffle       | Ford       |
| 16                           | Toyota/Save Mart 350             | Jamie McMurray       | Martin Truex, Jr.     | Martin Truex, Jr. | Toyota     |
| 17                           | Quaker State 400                 | Dale Earnhardt, Jr.  | Jimmie Johnson        | Matt Kenseth      | Toyota     |
| 18                           | Coke Zero 400                    | Kyle Busch           | Jimmie Johnson        | Jimmie Johnson    | Chevrolet  |
| 19                           | Camping World RV Sales 301       | Brad Keselowski      | Kurt Busch            | Brian Vickers     | Toyota     |
| 20                           | Brickyard 400                    | Ryan Newman          | Jimmie Johnson        | Ryan Newman       | Chevrolet  |
| 21                           | Gobowling.com 400                | Jimmie Johnson       | Kasey Kahne           | Kasey Kahne       | Chevrolet  |
| 22                           | Cheez-It 355 at The Glen         | Marcos Ambrose       | Marcos Ambrose        | Kyle Busch        | Toyota     |
| 23                           | Pure Michigan 400                | Joey Logano          | Joey Logano           | Joey Logano       | Ford       |
| 24                           | Irwin Tools Night Race           | Denny Hamlin         | Matt Kenseth          | Matt Kenseth      | Toyota     |
| 25                           | AdvoCare 500                     | Ricky Stenhouse, Jr. | Joey Logano           | Kyle Busch        | Toyota     |
| 26                           | Federated Auto Parts 400         | Jeff Gordon          | Brad Keselowski       | Carl Edwards      | Ford       |
| Corridas do Chase (Playoffs) |                                  |                      |                       |                   |            |
| 27                           | GEICO 400                        | Joey Logano          | Matt Kenseth          | Matt Kenseth      | Toyota     |
| 28                           | Sylvania 300                     | Ryan Newman          | Matt Kenseth          | Matt Kenseth      | Toyota     |
| 29                           | AAA 400                          | Dale Earnhardt, Jr.  | Jimmie Johnson        | Jimmie Johnson    | Chevrolet  |
| 30                           | Hollywood Casino 400             | Kevin Harvick        | Kevin Harvick         | Kevin Harvick     | Chevrolet  |
| 31                           | Bank of America 500              | Jeff Gordon          | Kasey Kahne           | Brad Keselowski   | Ford       |
| 32                           | Camping World RV Sales 500       | Aric Almirola        | Jimmie Johnson        | Jamie McMurray    | Chevrolet  |
| 33                           | Goody's Headache Relief Shot 500 | Denny Hamlin         | Matt Kenseth          | Jeff Gordon       | Chevrolet  |
| 34                           | AAA Texas 500                    | Carl Edwards         | Jimmie Johnson        | Jimmie Johnson    | Chevrolet  |
| 35                           | AdvoCare 500                     | Jimmie Johnson       | Kevin Harvick         | Kevin Harvick     | Chevrolet  |
| 36                           | Ford EcoBoost 400                | Matt Kenseth         | Matt Kenseth          | Denny Hamlin      | Toyota     |

## Classificação

### Pilotos - Chase
Após 36 de 36 etapas
| Nº | Piloto             | Vitórias | Pontos |
| -- | ------------------ | -------- | ------ |
| 1  | Jimmie Johnson     | 2        | 2419   |
| 2  | Matt Kenseth       | 2        | 2400   |
| 3  | Kevin Harvick      | 2        | 2385   |
| 4  | Kyle Busch         | 0        | 2364   |
| 5  | Dale Earnhardt Jr. | 0        | 2363   |
| 6  | Jeff Gordon        | 1        | 2337   |
| 7  | Clint Bowyer       | 0        | 2336   |
| 8  | Joey Logano        | 0        | 2323   |
| 9  | Greg Biffle        | 0        | 2321   |
| 10 | Kurt Busch         | 0        | 2309   |
| 11 | Ryan Newman        | 0        | 2286   |
| 12 | Kasey Kahne        | 0        | 2283   |
| 13 | Carl Edwards       | 0        | 2282   |